# Паллор
Па́ллор (лат. pallor — блідість) — римське ймення Дейма. В римській міфології — уособлення жаху. Візник бога війни Марса.